# 29. červen
29. červen je 180. den roku podle gregoriánského kalendáře (181. v přestupném roce). Do konce roku zbývá 185 dní. Svátek slaví Petr a Pavel.

## Události

### Česko
- 1438 – Albrecht II. Habsburský byl v chrámu sv. Víta korunován českým králem. Vládl v českých zemích pouhý rok, po jeho smrti na podzim 1439 nastala doba bezvládí.
- 1617 – Korunovace Ferdinanda II. Štýrského českým králem v chrámu sv. Víta.
- 1866 – Za prusko-rakouské války došlo k bitvě u Jičína.
- 1884 – V Brně vyšlo první číslo Národních novin vydávaných Adolfem Stránským. Nový list byl orientován mladočesky a měl přispět k prosazení mladočeské politiky na Moravě.
- 1899 – V Plzni byl zahájen provoz elektrické tramvaje.
- 1902 – Poprvé vyjela ozubnicová dráha z Tanvaldu do Harrachova. Provoz ukončen 28. 9.1997.
- 1926 – Premiéra Janáčkovy Sinfonietty Českou filharmonií (původně Vojenské synfonietty, kterou napsal pro sokolský slet), kterou přenášel i Český rozhlas.
- 1942 – Julius Fučík u výslechu Gestapa poprvé promluvil.
- 1945 – Podepsání dohody mezi Československem a Sovětským svazem o odstoupení Podkarpatské Rusi, která byla jako Zakarpatská oblast začleněna do Ukrajinské SSR.
- 1955 – Zasedání ÚV KSČ přitvrdilo v boji za kolektivizaci zemědělství, odstartovalo novou vlnu združstevňování. S konečnou platností odbouralo uvolnění, které v tomto směru vyhlásil 1. 8. 1953 na klíčavské přehradě prezident Antonín Zápotocký.
- 1962 – V Brně otevřeli nový hotel International, vybudovaný pro rozbíjející se veletržní ruch v tzv. bruselském stylu architektů Arnošta Krejzy a Miloslava Kramoliše.
- 1977 – II. Sjezd Československé strany lidové v Praze, který se přihlásil k budování socialismu pod vedením KSČ. Předsedou strany se stal opět Rostislav Petera.
- 1989 – Rozhlasové stanice Svobodná Evropa a Hlas Ameriky odvysílaly ve svých programem výzvu Několik vět, petice občanů ČSSR žádající svobodu a demokracii, která odstartovala pád komunistického režimu.
- 1990 – Česká republika má novou vládu v čele s Petrem Pithartem.
- 1992 – Milan Uhde byl zvolen předsedou Poslanecké sněmovny.
- 1999 – Ministr kultury Pavel Dostál jmenoval Milana Knížáka novým ředitelem Národní galerie.
- 2013 – V Českých Budějovicích se uskutečnila demonstrace proti romským obyvatelům na sídlišti Máj.

### Svět
- 0226 – Čínský císař Čao Pi zemřel po dlouhé nemoci a císařem království Wei se stal jeho syn Cao Rui.
- 0983 – Vypuklo velké povstání Polabských Slovanů proti německé kolonizaci, které vytlačilo německé feudály na levý (západní) břeh německého středního a dolního Labe.
- 1177 – Sverre Sigurdsson je korunován králem Norska.
- 1312 – V Římské lateránské bazilice byl Jindřich VII. Lucemburský korunován Císařem Svaté říše římské.a
- 1613 – Londýnské divadlo Globe vyhořelo během představení Shakespearova Jindřicha VIII. Požár vznikl od jisker z kanonu, který byl v představení použit a od něj se vznítila střecha galerie.
- 1644 – Anglická občanská válka: Karel I. Stuart porazil parlamentní vojsko v bitvě u cropredského mostu.
- 1868 – Byla vydána papežská bula  Aeterni Patri (Věčného otce), kterou papež svolal 1. vatikánský koncil.
- 1974 – Isabela Martínez de Perón složila prezidentský slib jako první prezidentka Argentiny, zatímco její manžel prezident Juan Peron ležel na smrtelné posteli.
- 1976 – Seychely získaly nezávislost na Spojeném království.
- 1995
  - V korejském Soulu se zřítilo obchodní centrum Sampoong příčinou špatné statiky v posledním patře. Zemřelo 500 lidí.
  - V rámci vesmírné mise STS-71 se raketoplán Atlantis poprvé připojil k ruské vesmírné stanici Mir.
- 2002 – Turecký fotbalista Hakan Sükür vstřelil nejrychlejší gól v historii MS – v 11. sekundě.
- 2004 – Generální guvernér Sir Paulius Matane zastupuje britskou královnu na Papua Nová Guinea.
- 2007 – Společnost Apple Inc. z kalifornského Cupertina dává dnes do prodeje svůj první mobilní telefon zvaný iPhone, ale zatím pouze v USA. Po důkladné reklamní masáži veřejnosti se jim podařilo vytvořit opravdovou hysterii, a mít tento telefon patřilo k prestižní otázce bytí či nebytí. Tomu odpovídala i velmi vysoká cena a návaznost na telefonní společnost AT&T, protože v jiných sítích tento telefon nefungoval.
- 2008 – Na vídeňském stadionu Ernst-Happel-Stadion získalo Španělsko svůj druhý titul mistrů Evropy ve fotbale poté, co porazili Německo 1:0.

## Narození

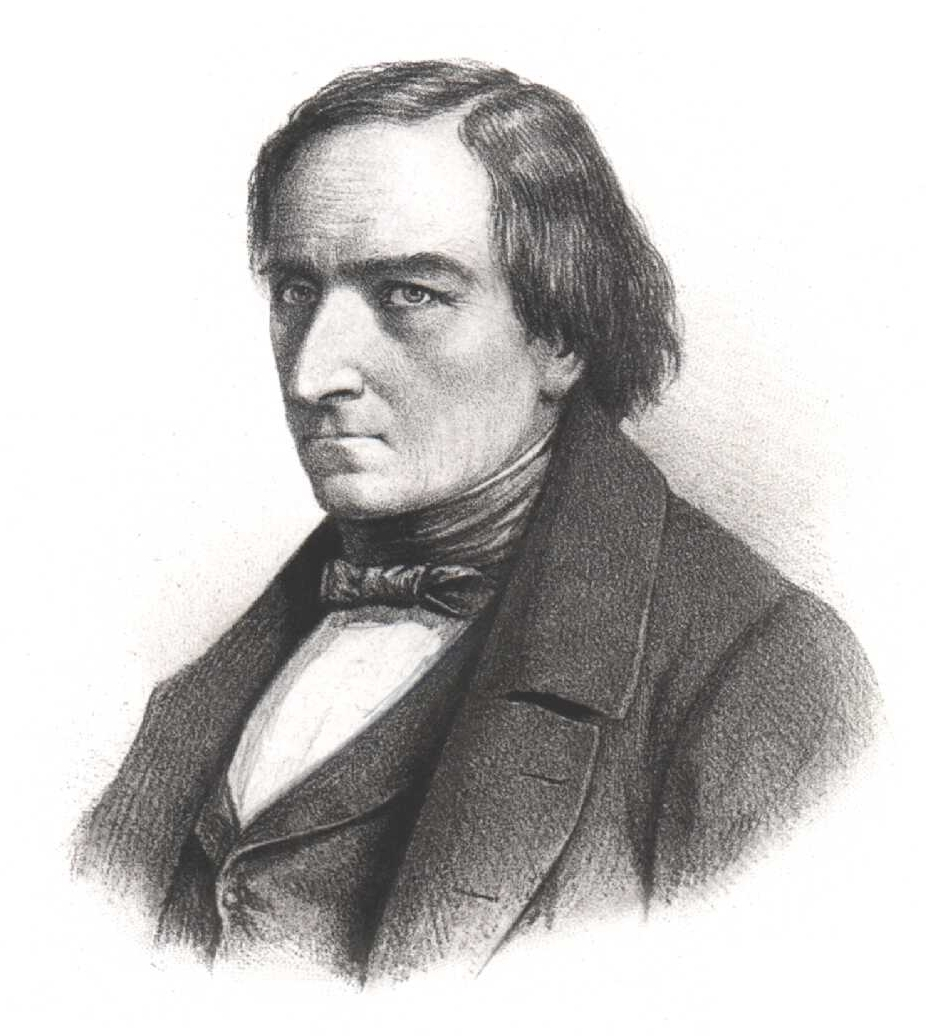
Josef Ressel (* 1793)

### Česko
- 1729 – Antonín Theodor Colloredo-Waldsee, první arcibiskup olomoucký († 12. září 1811)
- 1793 – Josef Ressel, vynálezce lodního šroubu († 9. října 1857)
- 1801 – Petr Faster, vlastenec v revoluci 1848 († 19. listopadu 1868)
- 1842
  - Josef Wünsch, cestovatel († 20. listopadu 1907)
  - Josef Labor, klavírista, varhaník, hudební skladatel a pedagog († 26. dubna 1924)
- 1859 – Václav Štech, učitel, spisovatel a dramatik († 27. února 1947)
- 1868 – Antonín Váňa, překladatel z francouzštiny († 24. února 1898)
- 1880 – Miroslav Chleborád, archeolog († 4. června 1966)
- 1883 – Rudolf Růžička, český tvůrce písma, typograf a malíř († ? 1978)
- 1893 – Eduard Čech, matematik († 15. března 1960)
- 1894
  - Karel Neubert, nakladatel a protifašistický odbojář († 4. srpna 1973)
  - Jan Port, divadelní teoretik, herec, režisér, kostýmní výtvarník († 16. května 1970)
- 1912 – Vlasta Fabianová, herečka († 26. června 1991)
- 1913 – Vratislav Krutina, komunistický poslanec a ministr († ?)
- 1914 – Rafael Kubelík, dirigent († 11. srpna 1996)
- 1917 – Josef Kainar, básník († 16. listopadu 1971)
- 1920 – Ladislav Fikar, básník, kritik a překladatel († 12. července 1975)
- 1923 – Václav Sivko, malíř, grafik, ilustrátor a scénograf († 11. března 1974)
- 1924
  - Stanislav Hájek, herec († 16. března 1999)
  - Vratislav Schreiber, lékař
  - Mojmír Stránský, český konstruktér a vynálezce († 13. června 2011)
- 1927 – Ludvík Mucha, kartograf, historik kartografie († 13. května 2012)
- 1929 – Bedřich Loewenstein, historik
- 1933 – Josef Cink, esperantista († 11. února 2011)
- 1934 – Bohumil Urban, československý politik, ministr
- 1943 – Karel Stretti, český restaurátor výtvarných děl († 24. března 2018)
- 1945 – Pavel Minařík, bývalý agent komunistické Státní bezpečnosti
- 1947
  - Petr Kučera, historik, novinář a politik
  - Josef Adamík, hudební skladatel († 3. července 2009)
- 1949 – Přemysl Raban, český advokát a univerzitní profesor
- 1953
  - František Chrástek, český umělecký a reklamní fotograf
  - Kryštof, pravoslavný metropolita Českých zemí a Slovenska
  - Zdeněk Petráň, český lékař a numismatik
- 1959 – Josef Vacek, středočeský politik
- 1966 – Daniel Nekonečný, zpěvák a herec († 26. března 2019)
- 1974 – Petr Stach, herec
- 1978 – Jan Toužimský, zpěvák
- 1988 – Zdeněk Šmejkal, fotbalista

### Svět

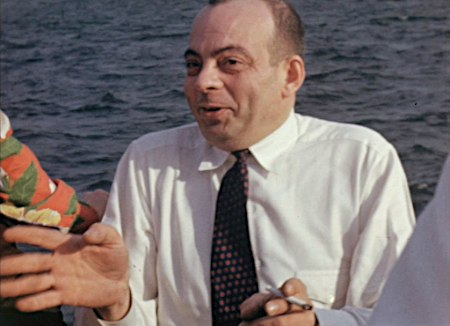
Antoine de Saint-Exupéry (* 1900)

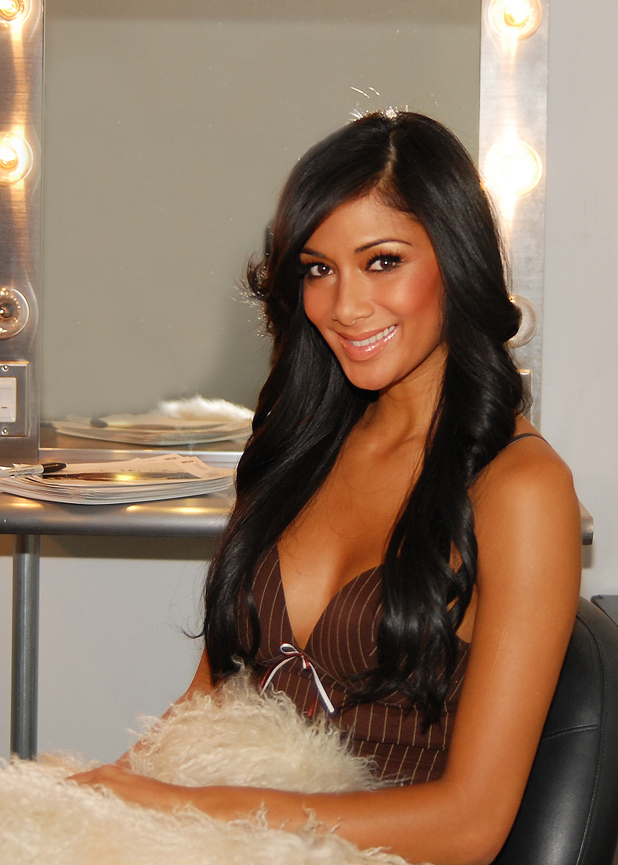
Nicole Scherzingerová (* 1978)

- 1166 – Jindřich II. ze Champagne, francouzský hrabě, nekorunovaný král Jeruzaléma († 1197)
- 1397 nebo 1398 – Jan II. Aragonský, španělský vládce († 1479)
- 1475 – Beatrice d'Este, vévodkyně z Milána († 3. ledna 1497)
- 1482 – Marie Aragonská, portugalská královna jako manželka Manuela I. († 7. března 1517)
- 1638 – Heinrich Meibom, německý lékař a učenec († 1700)
- 1716 – Joseph Stepling, jezuita, teolog, matematik a fyzik († 1778)
- 1746 – Joachim Heinrich Campe, německý spisovatel, jazykovědec a lexikograf († 1818)
- 1770 – Maxmilian von Merveldt, rakouský generál a diplomat († 5. července 1815)
- 1784 – Alexandre Aguado, španělský bankéř († 14. dubna 1842)
- 1798 – Giacomo Leopardi, italský básník († 1837)
- 1812 – Anton Gorjup, rakouský básník a politik slovinské národnosti († 1. prosince 1883)
- 1818 – Angelo Secchi, jezuitský kněz a astronom († 26. února 1878)
- 1832 – Josef Schöffel, rakouský novinář a ochránce přírody († 1910)
- 1833 – Peter Waage, významný norský chemik († 1900)
- 1849 – Sergej Witte, ruský politik († 1915)
- 1868 – George Ellery Hale, americký astronom († 1938)
- 1871 – Danilo Alexandr Černohorský, korunní princ Černohorského království († 1939)
- 1873 – Leo Frobenius, německý antropolog a archeolog († 1938)
- 1877 – Petar Kočić, srbský básník, spisovatel a politik († 1916)
- 1879 – Zsigmond Móricz, maďarský spisovatel († 1942)
- 1897 – Bernard Reder, ukrajinský sochař, grafik a architekt († 7. září 1963)
- 1880 – Ludwig Beck, německý generál († 1944)
- 1881
  - Louis Trousselier, francouzský cyklista († 24. dubna 1939)
  - Gottlob Walz, německý skokan do vody, olympionik († 1943)
- 1884 – Pedro Henríquez Ureña, filosof filolog a literární kritik z Dominikánské republiky († 11. května 1946)
- 1886
  - Heinrich Baak, německý sochař († 2. července 1933)
  - William Fielding Ogburn, americký sociolog († 27. dubna 1959)
  - Robert Schuman, francouzský politik, zakladatel Evropské unie († 4. září 1963)
- 1890 – Hendrikje van Andelová-Schipperová, nejstarší nizozemská občanka všech dob († 2005)
- 1894 – Einar Fróvin Waag, faerský podnikatel a politik († 1989)
- 1899 – Carlyle Beals, kanadský astronom († 2. července 1979)
- 1900 – Antoine de Saint-Exupéry, francouzský spisovatel († 1944)
- 1904 – Allie Morrison, americký zápasník, zlato na OH 1928 († 18. dubna 1966)
- 1906 – Heinz Harmel, důstojník Waffen-SS († 2000)
- 1908 – Erik Lundqvist, švédský olympijský vítěz v hodu oštěpem († 7. ledna 1963)
- 1911 – Bernard Herrmann, americký hudební skladatel († 24. prosince 1975)
- 1916
  - Ľudmila Pajdušáková, slovenská astronomka († 5. října 1979)
  - Runer Jonsson, švédský spisovatel († 29. října 2006)
  - Petronij Gaj Amatuni, ruský spisovatel dětské literatury († 29. dubna 1982)
- 1920 – Ray Harryhausen, americký filmař, režisér, animátor a scenárista († 7. května 2013)
- 1921
  - Harry Schell, americký pilot Formule 1 († 16. května 1960)
  - Juraj Martvoň, slovenský operní pěvec-barytonista († 16. října 1991)
  - Georges Condominas, francouzský etnograf a etnolog († 17. července 2011)
- 1922 – Mousey Alexander, americký jazzový hudebník († 9. října 1988)
- 1925 – Giorgio Napolitano, italský politik, prezident republiky († 22. září 2023)
- 1929 – Oriana Fallaci, italská novinářka a spisovatelka († 2006)
- 1930 – Sławomir Mrożek, polský spisovatel, dramatik, publicista a kreslíř († 15. srpna 2013)
- 1931 – Jorge Edwards, chilský diplomat a spisovatel († 17. března 2023)
- 1932 – Robert Ayres, americký ekonom, prognostik († 23. října 2023)
- 1936 – Kigeli V., rwandský král (mwami) († 16. října 2016)
- 1939 – Sante Gaiardoni, italský cyklista, olympijský vítěz († 30. listopadu 2023)
- 1941 – Margitta Gummelová, východoněmecká atletka
- 1943
  - Bob Brunning, britský baskytarista († 18. října 2011)
  - Gerhard Auer, německý veslař, olympijský vítěz († 21. září 2019)
  - Garland Jeffreys, americký zpěvák a kytarista
  - Peter Schäfer, německý judaista
- 1944
  - Elizardo Sánchez, kubánský aktivista v oblasti lidských práv
  - Seán Patrick O'Malley, americký kardinál
- 1947
  - Brian Herbert, americký spisovatel
  - Richard Lewis, americký herec a komik
  - Will Hoebee, nizozemský hudební producent a skladatel († 10. června 2012)
  - Eric Wrixon, irský rockový klávesista († 13. července 2015)
- 1948 – Ian Paice, anglický bubeník
- 1949 – Greg Burson, americký dabér († 22. července 2008)
- 1951 – Pavel Zajáček, slovenský hudebník
- 1954 – Susan Huggett, zimbabwská pozemní hokejistka
- 1955
  - Robert Kalina, rakouský výtvarník
  - Charles Joseph Precourt, americký kosmonaut
- 1956
  - Pedro Santana Lopes, premiér Portugalska
  - Nick Fry, britský funkcionář v motorsportu
- 1957
  - Gurbanguly Berdimuhamedow, prezident Turkmenistánu
  - Ouka Leele, španělská fotografka, malířka a básnířka († 24. května 2022)
- 1958 – Rosa Motaová, portugalská olympijská vítězka v maratonském běhu
- 1960 – Kevin Shirley, jihoafrický hudební producent
- 1965 – Jelena Ovčinnikovová, americká sportovní lezkyně ruského původu
- 1962 – George Zamka, americký astronaut
- 1970 – Melanie Paschkeová, německá sprinterka
- 1972 – DJ Shadow, americký hudebník
- 1978 – Nicole Scherzinger, americká zpěvačka
- 1984 – Samir Merzić, bosenský fotbalista
- 1988 – Martina Šindlerová, finalistka soutěže Slovensko hledá Superstar
- 2000 – Ignacio Mendy, argentinský ragbista
- 2003 – Jude Bellingham, anglický fotbalista

## Úmrtí

### Česko

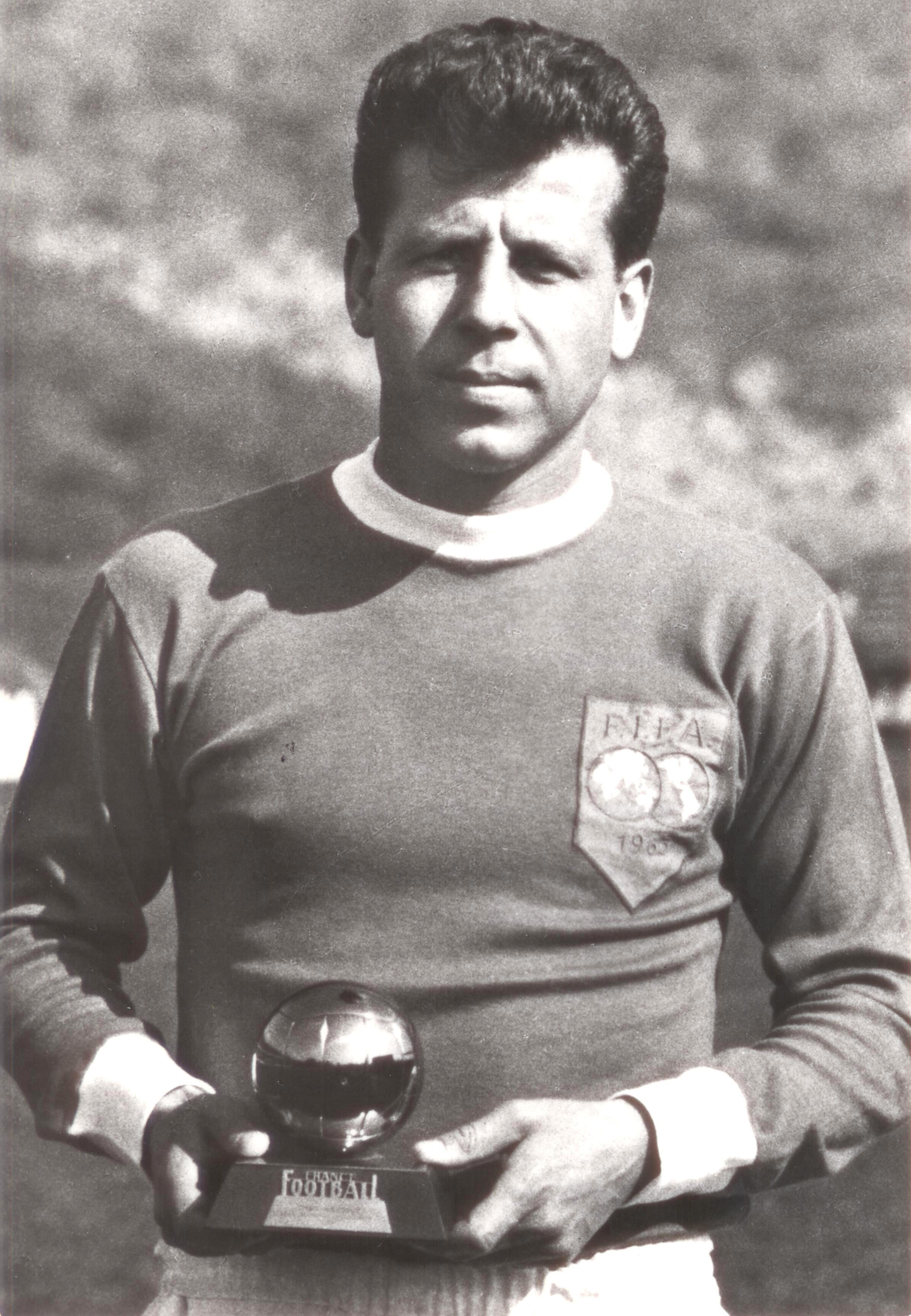
Josef Masopust († 2015)

- 1374 – Jan Milíč z Kroměříže, kazatel (* mezi roky 1320 a 1325)
- 1661 – Dionysio Miseroni, glyptik a brusič kamenů (* 1607)
- 1859 – Kamilo Mašek, slovinský skladatel českého původu (* 10. července 1831)
- 1890 – František Jan Zoubek, pedagog a historik (* 6. prosince 1832)
- 1913 – Václav Jansa, malíř (* 21. října 1859)
- 1915 – František Xaver Marat, generál a velmistr řádu Křižovníků s červenou hvězdou (* 22. října 1849)
- 1923 – Fritz Mauthner, německý novinář, filozof, básník a spisovatel (* 22. listopadu 1849)
- 1934 – Adolf Kašpar, malíř (* 27. prosince 1877)
- 1942 – Emanuel Rosol, pedagog, politik a odbojář (* 7. prosince 1876)
- 1948 – Václav Matoušek, malíř, Fialový poustevník (* 29. září 1883)
- 1951 – František Weyr, právník (* 25. dubna 1879)
- 1962 – Vladimír Wallenfels, český architekt a urbanista (* 17. srpna 1895)
- 1976
  - Emil Franzel, sudetoněmecký historik, novinář a spisovatel (* 29. května 1901)
  - Leopold Heyrovský, právník a amatérský entomolog (* 25. listopadu 1892)
- 1985
  - Jaroslav Dietl, scenárista, dramatik a dramaturg (* 22. května 1929)
  - Václav Piloušek, trenér ledního hokeje (* 24. prosince 1910)
- 1991 – Vladimír Leraus, herec (* 28. července 1905)
- 1996 – Viktor Knapp, právník (* 18. prosince 1913)
- 1997 – Ema Řezáčová, spisovatelka (* 17. listopadu 1903)
- 2004 – Stanislav Langer, český klinický psycholog (* 21. února 1924)
- 2007 – Josef Tesař, volejbalista (* 11. března 1927)
- 2015
  - Ivan Roubal, český sériový vrah (* 12. května 1951)
  - Ladislav Chudík, slovenský herec a divadelní pedagog (* 27. května 1924)
  - Josef Masopust, fotbalista a trenér (* 9. února 1931)
- 2024
  - Adam Černý, novinář (* 22. července 1950)
  - Stanislav Kratochvíl, klinický psycholog (* 25. srpna 1932)

### Svět

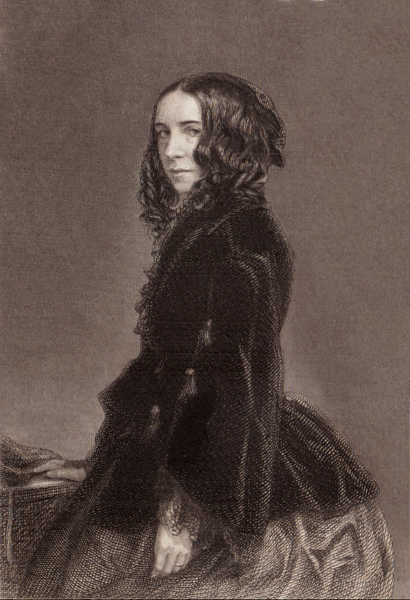
Elizabeth Barrettová-Browningová († 1861)

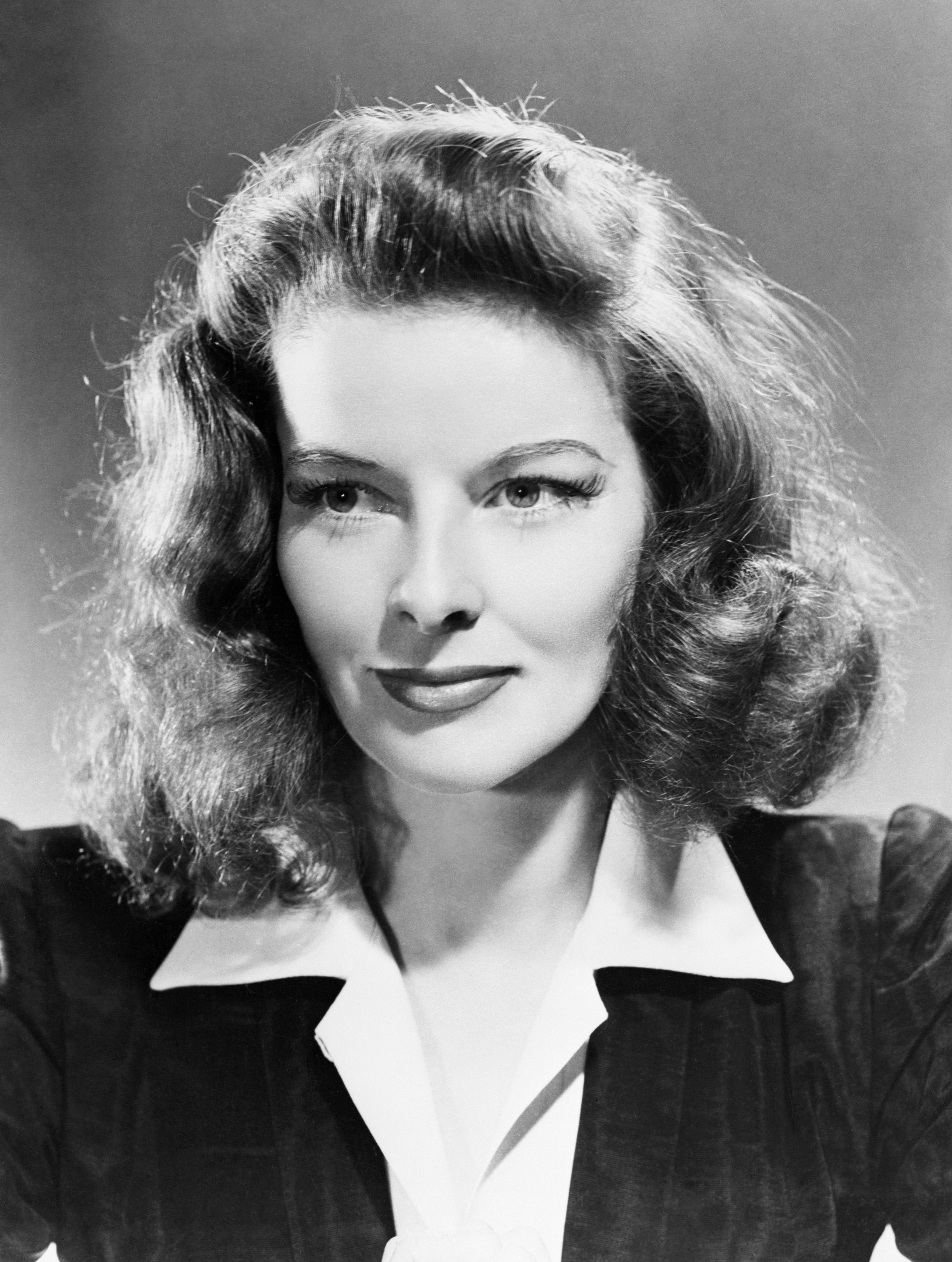
Katharine Hepburn († 2003)

- 0985 – Judita Bavorská, bavorská vévodkyně (* 925)
- 1149 – Raimond z Poitiers, francouzský šlechtic (* asi 1108)
- 1252 – Abel Dánský, dánský král (* asi 1218)
- 1315 – Ramón Llull, katalánský spisovatel (* asi 1232)
- 1509 – Markéta Beaufortová, anglická šlechtična a hraběnka z Beaufortu (* 31. května 1441/43)
- 1575 – Nobuharu Baba, japonský generál (* 1514)
- 1595 – Kateřina Renata Habsburská, rakouská arcivévodkyně, dcera Karla II. Štýrského (* 4. ledna 1576)
- 1662 – Pierre de Marca, francouzský biskup, historik a právník (* 24. ledna 1594)
- 1696 – Michel Lambert, francouzský pěvec, theorbista a hudební skladatel (* ? 1610)
- 1742 – Joseph Emanuel Fischer von Erlach, rakouský barokní architekt (* 13. září 1693)
- 1744 – André Campra, francouzský skladatel a dirigent (* 1660)
- 1779 – Anton Raphael Mengs, německý malíř (* 12. března 1728)
- 1840 – Lucien Bonaparte, mladší bratr Napoleona Bonaparte (* 1775)
- 1841 – Frederika Meklenbursko-Střelická, princezna pruská, královna hannoverská (* 2. března 1778)
- 1861 – Elizabeth Barrettová-Browningová, anglická básnířka (* 1806)
- 1875 – Ferdinand I. Dobrotivý (též Ferdinand V.), rakouský císař a poslední korunovaný český král (* 1793)
- 1895 – Thomas Henry Huxley, anglický lékař a biolog, zastánce Darwinovy evoluční teorie (* 1825)
- 1896 – Marmaduke Wyvill, anglický politik a šachista (* 22. prosince 1815)
- 1933 – Roscoe Arbuckle, americký herec (* 24. března 1887)
- 1939 – Mehmed Spaho, bosenský politik, předseda první muslimské politické strany (* 13. března 1883)
- 1940 – Paul Klee, švýcarský malíř (* 1879)
- 1941 – Ignacy Jan Paderewski, polský klavírista, skladatel a politik (* 1860)
- 1944
  - Paul Castelnau, francouzský fotograf, geograf a filmař (* 17. května 1880)
  - Adolf Diekmann, důstojník Waffen-SS a válečný zločinec (* 1914)
- 1945 – Anton von Arco auf Valley, německý politický atentátník (* 5. února 1897)
- 1946 – Frank Hadow, anglický tenista (* 24. ledna 1855)
- 1953 – William Lovell Finley, americký fotograf divoké přírody (* 9. srpna 1876)
- 1955 – Gyula Szekfű, maďarský historik a publicista (* 1883)
- 1956 – Max Emmerich, americký olympijský vítěz v trojboji (* 1. června 1879)
- 1964 – Eric Dolphy, americký jazzový hudebník (* 1928)
- 1967 – Primo Carnera, italský boxer, mistr světa v supertěžké váze (* 26. října 1906)
- 1969 – Lawrence Lumley, 11. hrabě ze Scarborough, britský generál a politik (* 27. července 1896)
- 1971
  - Georgij Dobrovolskij, tragicky zesnulý sovětský kosmonaut (* 1928)
  - Viktor Pacajev, tragicky zesnulý sovětský kosmonaut (* 19. června 1933)
  - Vladislav Volkov, tragicky zesnulý sovětský kosmonaut (* 1935)
- 1975 – Tim Buckley, americký zpěvák a kytarista (* 14. února 1947)
- 1979 – Lowell George, americký zpěvák (* 13. duben 1945)
- 1982
  - Pierre Balmain, francouzský módní návrhář (* 18. května 1914)
  - Martin Gregor, slovenský herec (* 14. listopadu 1906)
  - Vladimir Zvorykin, ruský průkopník televizních technologií (* 1889)
- 1991
  - Henri Lefebvre, francouzský filozof a sociolog (* 16. června 1901)
  - Richard Holmes, americký varhaník (* 2. května 1931)
- 1994 – Jack Unterweger, rakouský sériový vrah (* 1950)
- 1995
  - Ted Allan, kanadský spisovatel, scenárista a herec (* 26. ledna 1916)
  - Lana Turner, americká herečka (* 1921)
- 1999 – Garegin I., patriarcha Arménské apoštolské církve (* 27. srpna 1932)
- 2000 – Vittorio Gassman, italský herec a režisér (* 1. září 1922)
- 2003
  - Katharine Hepburn, americká herečka (* 1907)
  - Mordechaj Hod, velitel izraelského letectva v roce 1967 (* 1926)
- 2004 – Stipe Šuvar, jugoslávský komunistický politik (* 17. února 1936)
- 2007 – Fred Saberhagen, americký autor science fiction (* 18. května 1930)
- 2008 – Don S. Davis, americký herec (* 1942)
- 2013
  - Paul Smith, americký klavírista (* 17. dubna 1922)
  - Margherita Hacková, italská astrofyzička (* 12. června 1922)
- 2014 – Paul Horn, americký flétnista (* 17. března 1930)
- 2015
  - Ladislav Chudík, slovenský herec a divadelní pedagog (* 27. května 1924)
  - Bruce Rowland, anglický rockový bubeník (* 22. května 1941)
- 2021
  - John Lawton, anglický rockový a bluesový zpěvák (* 11. července 1946)
  - Donald Rumsfeld, americký politik a obchodník (* 9. července 1932)

## Svátky

### Česko
- Petr, Petronius
- Pavel, Pavlín
- Salomena, Salome, Salomea

### Svět
- Slovensko – Peter, Pavol, Petra
- Mezinárodní den tropů

## Pranostiky

### Česko
- Na Petra a Pavla den jasný a čistý, rok úrodný bude jistý.
- O Petru-li prší, třicet dní déšť se vyprší.
- Prší-li na svatého Petra a Pavla, bude mnoho myší.
- Prší-li na svatého Petra a Pavla, urodí se hojně hub.
- Na svatého Petra Pavla když hrom tříská, hřiby do země zatiská.
- Petr a Pavel chodí s nůší, kořínky a houby suší.
- Petr rozsévá houby, Pavel myši, když prší.
- Je-li od Petra až po Vavřince parno,
bývá v zimě dlouho studeno.
- Jaký je Petr a Pavel, takový bude i Havel.
- O svatém Petru a Pavlu zabalme se do svých shawlů (humorná pranostika Karla Čapka — Zahradníkův březen)

| 29. červen v pražském KlementinuÚdaje jsou platné k 8. 7. 2025. | 29. červen v pražském KlementinuÚdaje jsou platné k 8. 7. 2025. | 29. červen v pražském KlementinuÚdaje jsou platné k 8. 7. 2025. |
| minimum                                                         | denní průměr                                                    | maximum                                                         |
| --------------------------------------------------------------- | --------------------------------------------------------------- | --------------------------------------------------------------- |
| 7,9 °C (1962)                                                   | 18,3 °C (od 1961)                                               | 34,9 °C (1947)                                                  |